# 宮田孝治
宮田 孝治（みやた こうじ、1923年1月15日 - ）は日本出身の元サッカー選手、サッカー指導者。選手時代のポジションはハーフバック（現在のMF）。

## 経歴
兵庫県立第一神戸中学校(現兵庫県立神戸高等学校)を経て早稲田大学に進学しア式蹴球部に入部。1942年の第1回関東学生選手権大会、1943年の東西学生対抗優勝に貢献したが、第二次世界大戦の影響により公式戦が停止され選手キャリアを中断した。
大学卒業後の1946年に田辺製薬サッカー部に加入し、全日本実業団サッカー選手権大会で6連覇を含む7回の優勝に貢献。鴇田正憲、賀川太郎の攻撃陣と宮田の粘り強いディフェンスで、1950年代を通じて社会人サッカー界の強豪として君臨した。また、この間に六甲クラブの選手として全日本サッカー選手権大会（天皇杯全日本サッカー選手権大会の前身）に出場。他にも関西選抜にも度々選出され、東西対抗などに出場した。
日本代表としては1951年に代表デビュー。同年3月にインドで開催された第1回アジア競技大会、1954年3月のワールドカップ・スイス大会予選、同年5月にフィリピンで開催された第2回アジア競技大会に出場するなど国際Aマッチ6試合に出場した。1956年6月3日のメルボルンオリンピック予選、対韓国戦で代表デビュー。同年11月の本大会にも出場した。その後、1958年の第3回アジア競技大会、1959年のローマオリンピック予選に出場するなど国際Aマッチ5試合に出場した。
引退後は指導者の道へ進み、1961年から古巣の田辺製薬の監督を務めた。

## 所属クラブ
- 兵庫県立第一神戸中学校
- 早稲田大学/早大WMW
- 田辺製薬サッカー部
- 六甲クラブ

## 経歴
- 日本代表初出場（国際Aマッチ）：1951年3月7日 対イラン戦（ニューデリー）
- 日本代表初出場：1951年2月11日 対全関西（日本）戦（大阪スタヂアム）
- 日本代表初得点：1951年2月11日 対全関西（日本）戦（大阪スタヂアム）

## 代表歴

### 出場大会
- アジア競技大会 (1951年、1954年)
- ワールドカップスイス大会予選

### 試合数
- 国際Aマッチ 6試合 0得点(1951-1954)

| 日本代表 | 国際Aマッチ | 国際Aマッチ | その他 | その他 | 期間通算 | 期間通算 |
| 年       | 出場        | 得点        | 出場   | 得点   | 出場     | 得点     |
| -------- | ----------- | ----------- | ------ | ------ | -------- | -------- |
| 1951     | 3           | 0           | 6      | 1      | 9        | 1        |
| 1952     | 0           | 0           | 0      | 0      | 0        | 0        |
| 1953     | 0           | 0           | 2      | 0      | 2        | 0        |
| 1954     | 3           | 0           | 0      | 0      | 3        | 0        |
| 通算     | 6           | 0           | 8      | 1      | 14       | 1        |

### 出場
| No. | 開催日         | 開催都市     | スタジアム         | 対戦相手       | 結果       | 監督     | 大会               |
| --- | -------------- | ------------ | ------------------ | -------------- | ---------- | -------- | ------------------ |
| 1.  | 1951年03月07日 | ニューデリー |                    | イラン         | △0-0(延長) | 二宮洋一 | アジア大会         |
| 2.  | 1951年03月08日 | ニューデリー |                    | イラン         | ●2-3       | 二宮洋一 | アジア大会         |
| 3.  | 1951年03月09日 | ニューデリー |                    | アフガニスタン | ○2-0       | 二宮洋一 | アジア大会         |
| 4.  | 1954年03月07日 | 東京都       | 明治神宮外苑競技場 | 韓国           | ●1-5       | 竹腰重丸 | ワールドカップ予選 |
| 5.  | 1954年05月01日 | マニラ       |                    | インドネシア   | ●3-5       | 竹腰重丸 | アジア大会         |
| 6.  | 1954年05月03日 | マニラ       |                    | インド         | ●2-3       | 竹腰重丸 | アジア大会         |

## 指導歴
- 1961年-1973年 田辺製薬